# Коле Бове (Кампобасо)
Коле Бове је насеље у Италији у округу Кампобасо, региону Молизе.
Према процени из 2011. у насељу је живело 15 становника. Насеље се налази на надморској висини од 619 м.